# Puchýřník lékařský
Puchýřník lékařský (Lytta vesicatoria), známý též jako španělská muška, je brouk z čeledi majkovitých. Při vyrušení vylučuje tekutinu odporného (myšího) zápachu, která způsobuje hnisající puchýře.

## Vzhled
Puchýřník lékařský je 12 až 20 mm velký podlouhlý brouk. Klasická varianta je nádherně zelená, existují ale i jinak zbarvené poddruhy.

## Výskyt a ekologie
Puchýřník lékařský je běžný druh v jižní Evropě a africkém Středomoří, ve střední Evropě se vyskytuje jen zřídka. Areál rozšíření zasahuje na východ na střední Asii a Sibiř. Vyskytuje se lokálně v jižní Británii a Polsku. V horách dosahuje hranice výskytu výšky až 1700 metrů.
Brouci se vyskytují osamoceně i masově na listnatých stromech a keřích, zejména pak na jasanech, šeřících, ptačím zobu aj., kde se živí okusem listů. Strom hostící větší množství puchýřníků je myšinou cítit už zdaleka. Samice klade do otvorů v zemi vajíčka, vylíhlý triungulin (larva majek a vějířníků) vyhledává hnízda samotářských hostitelských včel.

## Použití
Výtažky z puchýřníka lékařského se používaly pro výrobu nápojů lásky, neboť v nich obsažené látky, zejména pak kantharidin, vyvolávají erekci. Toto užití se však nedoporučuje, protože kantharidin je nejen afrodisiakum, ale též prudký jed a snadno lze překročit smrtelnou dávku – pročež byly španělské mušky oblíbeny i mezi traviči. Na předávkování španělskými muškami údajně zemřel španělský král Ferdinand II. Aragonský. U těhotných žen se používal jako abortivum, ovšem i zde je stejný problém s nebezpečím předávkování. Známy jsou případy otravy dobytka v oblastech, kde se puchýřníci přemnožili.

## Obsažné látky a jedovatost
Jed produkují pouze samci (kantharidin představuje až 5% podíl na tělesné hmotnosti), ti jej předávají samici, která jej předává vajíčkům. Někteří hmyzožraví živočichové jsou proti jedu puchýřníků imunní a jsou je schopni i přes tuto velmi účinnou ochranu konzumovat. Někteří pak dokonce tento jed kumulují ve svém organismu a stávají se sami jedovatými.

## Otrava
Kontakt s tekutinou vylučovanou puchýřníky vede k vzniku bolestivých hnisajících puchýřů. Pokud tekutina vnikne do oka, může způsobit až oslepnutí. V případě požití většího množství jedu (za vcelku spolehlivou se považuje dávka 30 mg prášku z rozdrcených těl brouků) dochází k překrvení urogenitálního systému a k podráždění a narušení stěn trávicí trubice od jícnu po konečník a krvavé průjmy. Důsledkem těžké otravy je významná ztráta krve, celkové těžké narušení trávicí soustavy a močového systému, někdy vedoucí až ke kolapsu ledvin či srdce. Léčba je symptomatická, prognóza u silnějších otrav téměř beznadějná.